# Travo
Travo är en ort och kommun i provinsen Piacenza i regionen Emilia-Romagna i Italien. Kommunen hade 2 104 invånare (2018).